# تاکویا نوزاوا
تاکویا نوزاوا (انگلیسی: Takuya Nozawa؛ زادهٔ ۱۲ اوت ۱۹۸۱) بازیکن فوتبال اهل ژاپن است.
از باشگاه‌هایی که در آن بازی کرده‌است می‌توان به باشگاه فوتبال ویسل کوبه، باشگاه فوتبال کاشیما آنتلرز، و باشگاه فوتبال کاشیما آنتلرز، اشاره کرد.